# Arrojadoa dinae

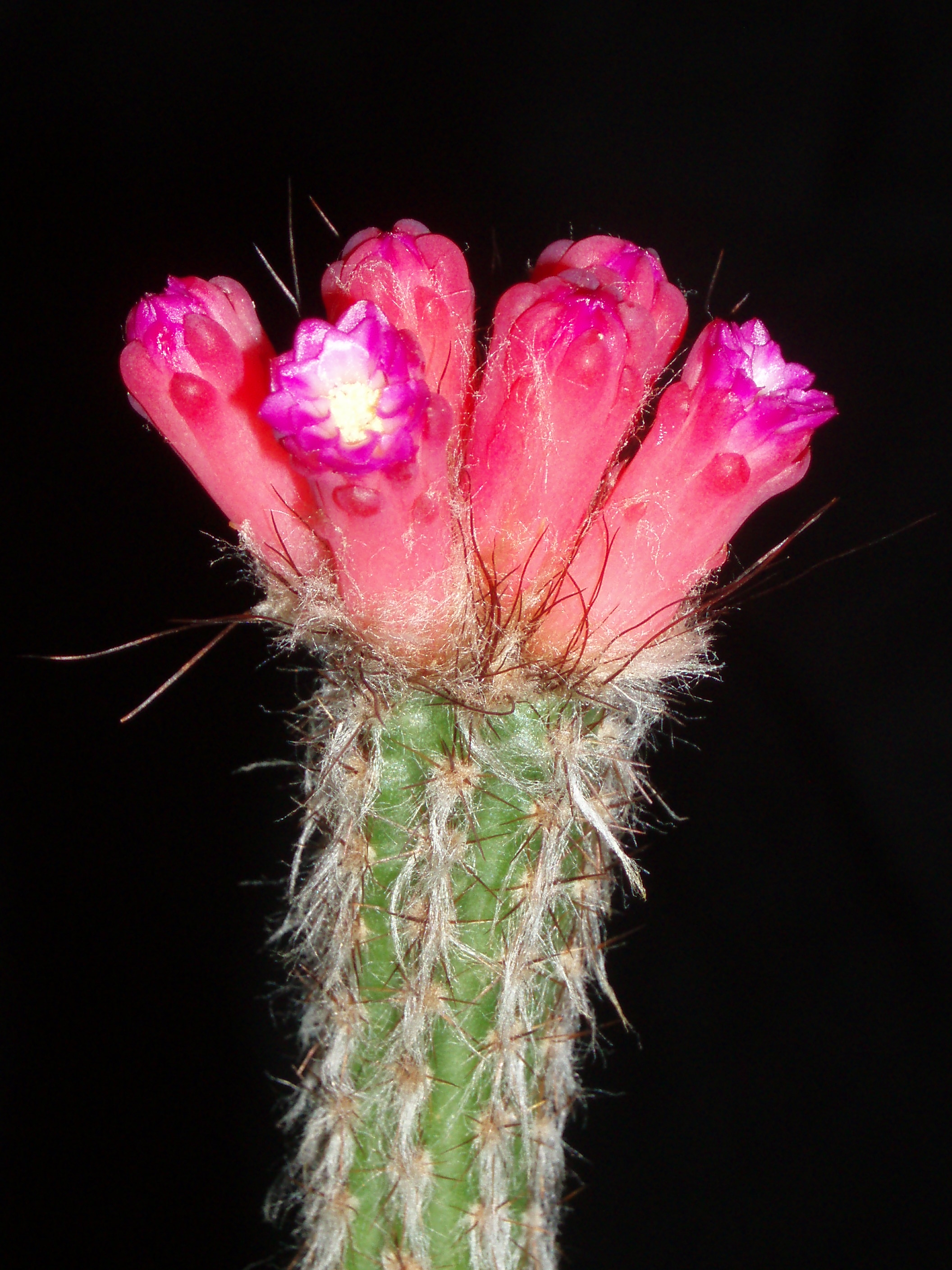
Arrojadoa dinae subsp. eriocaulis

Arrojadoa dinae ist eine Pflanzenart aus der Gattung  Arrojadoa in der Familie der Kakteengewächse (Cactaceae). Das Artepitheton dinae ehrt Dina Buining, die Frau des holländischen Kakteenkenners Albert Buining.

## Beschreibung
Arrojadoa dinae wächst kleinstrauchig mit an der Basis verzweigenden dünnen, zylindrischen Trieben und knolligen Wurzeln. Die Triebe erreichen eine Länge von bis 30 Zentimetern und Durchmesser von 18 bis 20 Millimeter. Ihre 8 bis 11 schmalen, gerundeten Rippen sind 4 bis 5 Millimeter breit. Die darauf befindlichen runden Areolen haben einen Abstand von 5 Millimetern. Sie sind anfangs mit gräulicher weißer Wolle besetzt und verkahlen später. Die ausstrahlenden, 4 bis 8 Millimeter langen Dornen sind gelblich braun bis weiß oder fast weiß. Es sind 8 Mitteldornen und etwa 12 Randdornen vorhanden, die sich nur schwer voneinander unterscheiden lassen. Das Cephalium besteht aus weißer Wolle und bräunlichen Borsten von 15 bis 20 Millimeter Länge.
Die bräunlich roten bis rosavioletten Blüten sind innen manchmal gelb. Sie sind bis 3 Zentimeter lang und erreichen Durchmesser von 9 Millimetern. Die ei- bis birnenförmigen Früchte sind bräunlich rot und gelegentlich zweifarbig.

## Systematik, Verbreitung und Gefährdung
Arrojadoa dinae ist in den brasilianischen Bundesstaaten Bahia und Minas Gerais verbreitet.
Die Erstbeschreibung erfolgte 1973 durch Albert Frederik Hendrik Buining und Arnold J. Brederoo.
Es werden folgende Unterarten unterschieden:
- Arrojadoa dinae subsp. dinae
- Arrojadoa dinae subsp. eriocaulis (Buining & Brederoo) N.P.Taylor & Zappi

Arrojadoa dinae wird in der Roten Liste gefährdeter Arten der IUCN als „Vulnerable (VU)“, d. h. gefährdet eingestuft. Arrojadoa eriocaulis wird als „Endangered (EN)“, d. h. stark gefährdet geführt.

## Nachweise